# Roland Mack

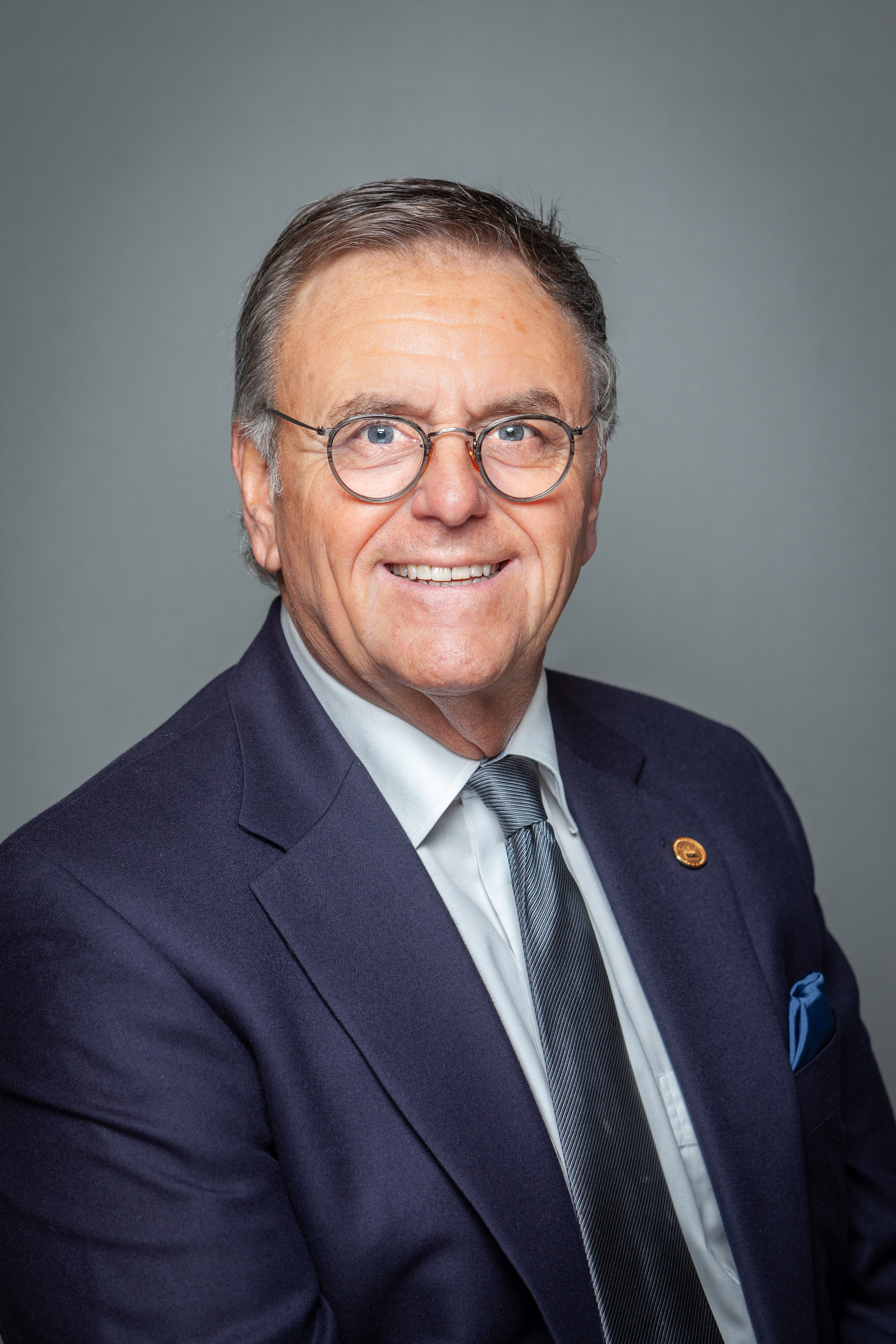
Der Inhaber des Europa-Park Roland Mack. (2018)

Roland Mack (* 12. Oktober 1949 in Freiburg im Breisgau) ist ein deutscher Unternehmer.

## Leben
Roland Mack wuchs als Sohn des Unternehmers Franz Mack in Waldkirch auf. Von 1969 bis 1974 studierte er an der Technischen Universität Karlsruhe Allgemeinen Maschinenbau, den er als Diplomingenieur abschloss. Als im Jahr 1975 der Geschäftspartner seines Vaters starb, stieg er in den Betrieb ein und gründete mit seinem Vater den Europa-Park in Rust. Seither leitet er diesen Freizeitpark als geschäftsführender Gesellschafter. Außerdem ist er Gesellschafter der Mack Rides GmbH & Co KG in Waldkirch.
1978 war Mack Gründungsmitglied des Verbandes Deutscher Freizeitparks und Freizeitunternehmen. Bis 1983 war er dort als Vorstandsmitglied, von 1984 bis 1992 als Vizepräsident tätig. Er ist außerdem im Weltverband IAAPA tätig, in dem er 2008 in den Vorstand berufen wurde. Von 2011 bis 2012 war er als erster Deutscher der Präsident der IAAPA.
Roland Mack wurde im April 2003 zum „Sonderbotschafter des Europarates für Familien“ ernannt. Er engagierte sich für das Sozialprojekt Wir helfen Afrika zur Fußball-Weltmeisterschaft 2010 in Südafrika, bei dem er als Stadtpate für die Stadt Karlsruhe fungierte.
Anlässlich des Maschinenbautags 2013 würdigte das Karlsruher Institut für Technologie die Leistungen Macks zur sicheren Konstruktion von Fahrgeschäften mit der Ehrendoktorwürde.
Roland Mack ist seit 1974 verheiratet mit Marianne Mack und hat zwei Söhne (Thomas und Michael) sowie eine Tochter (Ann-Kathrin). Sein jüngerer Bruder ist Jürgen Mack.

## Auszeichnungen
- Wirtschaftsmedaille des Landes Baden-Württemberg (1991)[5]
- Bundesverdienstkreuz am Bande (1999)
- Special Award „Hotelier des Jahres“ (2000)
- Ritter des Ordre national du Mérite (2002)
- Ritter des Ordre des Palmes Académiques (2003)
- Entrepreneur des Jahres in der Kategorie Dienstleistung (2003)
- Goldene Ehrenmedaille des Verband Deutscher Ingenieure (27. März 2004)
- Verdienstmedaille des Landes Baden-Württemberg (2005)[6]
- Ehrenpreis des Tourismusausschusses des Deutschen Bundestages (9. März 2006)[5]
- Ehrenbürger der Schweizer Gemeinde Chandolin (5. August 2006)
- Silbermedaille der Fondation du Mérite Européen (2007)
- Lorenz-Werthmann-Medaille der Caritas für sein soziales Engagement (2008)
- Ritter der Ehrenlegion (2008)
- Ehrensenator der Albert-Ludwigs-Universität Freiburg (2008)[7]
- Ehrenbürger von Waldkirchs französischer Partnerstadt Sélestat (2011)[8]
- Verleihung der Ehrendoktorwürde durch das KIT (2013)
- Ehrenbürger von Rust (12. Januar 2014)
- Brillat-Savarin-Plakette (17. Mai 2014)
- Bundesverdienstkreuz 1. Klasse (30. Mai 2014)
- Prix Bartholdi (28. November 2014)[9]
- Deutscher Gründerpreis in der Kategorie: Lebenswerk (5. Juli 2016)[10]
- Thea Awards in der Kategorie: Buzz Price Award (15. April 2023)[11]